# Stenabogölen
Stenabogölen är en sjö i Boxholms kommun i Östergötland och ingår i Motala ströms huvudavrinningsområde.

## Namnet
Sjön heter Anunda sjön i 1684 års karta över Bredgård nr. 1.